# 2588 Flavia
2588 Flavia (1981 VQ) là một tiểu hành tinh vành đai chính được phát hiện ngày 2 tháng 11 năm 1981 bởi Skiff, B. A. ở Flagstaff (AM).